# 大高博幸
大高 博幸（おおたか ひろゆき、1948年6月22日 - ）は、神奈川県小田原市出身のビューティーエキスパート。苗字の表記は正しくは「大髙」。

## 来歴
1973年、外資系化粧品会社のトレーナーとして勤務。1997年、フリーランスになり、女性誌や美容関連イベント、化粧品会社のアドバイザーやマーケティングに携わった。ラジオ番組J-WAVEの「VIVA! ACCESS」で、月1回「欅坂 BEAUTY CLINIC」コーナーを担当し、視聴者の美容に関する質問に答えた。

## 著書
- 綺麗のきほん（2003年）
- 美容塾～愛とキレイ100のアンサー（2003年）
- 綺麗の福音（2003年）
- 大人の女は綺麗でいなさい!～あなたがもっと美しくいられるヒント（2004年）
- 続・美容塾～綺麗を育てる79の回答（2004年）
- 大高博幸の綺麗マジック～美は手から始まる（2007年）
- 綺麗に気づく36章（2007年）